# 真贋の森
『真贋の森』（しんがんのもり）は、松本清張の短編小説。『別冊文藝春秋』1958年6月号に掲載され、1959年7月に短編集『真贋の森』収録の表題作として、中央公論社から刊行された。
1959年・1962年にテレビドラマ化された。

## あらすじ
俺（宅田伊作）は五十も半ばになったが、美術関係の雑文を書いて口を糊している。学生時代は東京帝国大学の本浦奘治教授の下で美術史を専攻していた。
本浦博士の方法は学究的意匠に飾られた概論の立派さに眩惑されるけれど、作品についての鑑識眼がなく、その上に建築された理論は傾斜していた。実証的な津山誠一先生に近づいたことから、俺は本浦博士に睨まれ、美術学界から弾き出され、朝鮮総督府博物館の嘱託で辛抱ののち、K美術館の嘱託となるが、本浦博士一派の差し金でK美術館からも追放された。俺の同期の岩野祐之は、鑑別の基礎がなく意見も無いが、本浦博士にとり入ることに専念し、東大文学部の教授となり、その壮麗な肩書で、空疎な美術史論を披露している。若手講師の兼子孝雄は、岩野よりはまだましだが、俺の眼から見たら大したことはない。俺の眼には、いわゆる岩野流の学者も、そのアカデミズムに立て籠る連中も、鑑定人も、美術商人も、みんなニセモノに見えて仕方がない。
俺はすでにこれからの望みを失っている。世に浮び上ることの不可能を知っているし、若い時からの野心も褪めている。ただ、人間の真物を贋物とを指摘して見せたいのである。－
骨董鑑定屋の門倉耕楽堂が田能村竹田の出来のいい贋絵を持ち込んだことから閃きを得た俺は、贋作家の酒匂鳳岳を、北九州の炭礦町のI市から東京に呼ぴ寄せる。浦上玉堂の代表作を鳳岳に集中的に見せ、その真贋を見極める眼を養わせた上で、玉堂を手本にした贋作に着手させる。鳳岳の描いた贋作は骨董商の芦見彩古堂を愕かせ、味方に引き入れたのち、玉堂のコレクターを介して、贋作は兼子の目に触れるところとなり、兼子は美術雑誌に「玉堂の秀作の一つではないかと考えている」との談話を発表する。
兼子は試された。それは同時に岩野祐之が試されたことを意味する。東大アカデミズムの権威が試されることになるかもしれない。兼子の反応に満足した俺は、人間の真贋を見究めるための、次の剥落作業にとりかかる。

## エピソード
- 著者は「「真贋の森」は、ヒントを取った実際の事件がないでもない。美術界に少し詳しい人なら、誰でもあの事件かと合点するだろう。しかし、この創作は全く私のものである」「この作品を書くため、博物館の近藤市太郎氏や、文化財保護委員会の鈴木進氏などから、玉堂についていろいろ教示を得た。近藤氏は一年ぐらいしてから亡くなられた。ある酒席で上機嫌だった氏の風貌が眼に残っている」と記している[1]。
- 文芸評論家の平野謙は「「或る「小倉日記」伝」以下のモデル小説の諸特徴をそのままふくみながら、いわばそれらの諸特徴を集大成した観のあるのが「真贋の森」にほかならぬ、と私には思える」と述べている[2]。
- 美術評論家の田中穣は「実際の春峯庵事件で、謀略のきっかけをつくった元國學院大學庶務課長渋谷吉福とおぼしき人物を「俺」に仕立て、「俺」をおとしめた権威に対する「俺」の怨念を小説の主題に据えている」「小説は実際の春峯庵事件とはまったく違う、一人の架空の男の怨念のドラマに置き換えられている」と述べている[3]。
- 川端康成は浦上玉堂の代表作とされる東雲篩雪図を1950年に入手し、1952年に重要文化財の指定を受けているが、本作八節には「重要美術の指定を受けた」玉堂の作品を「あれはいけないね」とする描写があり、南富鎭は、本作には清張の川端に対する対抗意識の影が見られると述べている[4]。

## テレビドラマ

### 1959年版
1959年5月27日（22:00-22:30）、日本テレビの「スリラー劇場・夜のプリズム」第19回として放映。
キャスト
- 芦田伸介
- 池田忠夫
- 見明凡太郎
- 北沢彪
- 阿部寿美子

スタッフ
- 脚色：八木柊一郎

### 1962年版
1962年11月15日と11月16日（22:15-22:45）、NHKの「松本清張シリーズ・黒の組曲」の1作として2回にわたり放映。
キャスト
- 宅田伊作：宇野重吉
- 門倉耕楽堂：中江隆介
- 酒匂鳳岳：田村保
- 酒匂とも子：本山可久子
- 民子：大塚道子
- 芦見彩古堂：浜田寅彦
- ：清水一郎
- ：林寛

スタッフ
- 脚色：大垣肇
- 音楽：別宮貞雄
- 演出：石島晴夫
- 制作：NHK